# Hubert Langbein
Hubert Langbein (* 1. März 1943 in Gera) ist ein deutscher Chemiker.

## Leben
Langbein studierte von 1963 bis 1968 Chemie an der Friedrich-Schiller-Universität Jena. Danach war er bis 1973 wissenschaftlicher Assistent an der Universität Jena. In dieser Zeit promovierte er bei Adalbert Feltz. Bis 1985 folgte die Promotion B, ebenfalls an der Friedrich-Schiller-Universität Jena, die 1991 zu Habilitation umgewandelt wurde. Im Jahr 1985 erlangte er die Facultas Docendi, lehrte Anorganische und Allgemeine Chemie an der Universität Jena und hatte danach einen Studienaufenthalt am Lehrstuhl „Chemische Kinetik“ der Moskauer Staatlichen Universität bei Michael Georgiewitsch Kusmin. Anschließend arbeitete er von 1986 bis 1992 als Hochschuldozent für Anorganische Chemie an der TU Dresden. Er wurde 1992 an die C3-Professur für Anorganische Molekülchemie an der TU Dresden berufen, die er bis zu seiner Emeritierung 2008 innehatte.

## Forschungsschwerpunkte
- Mischfällprozesse, Sol-Gel-Prozesse (Alkoxidhydrolysen) und Gefriertrocknung
- Mechanismen von Hydrolyseprozessen und thermischen Zersetzungen
- Kinetik und Thermodynamik von Phasenausbildungs- und Umwandlungsprozesse (insbesondere Spinelle und Perowskite)
- Synthese-Struktur-Eigenschaftsbeziehungen bei oxidkeramischen Rohstoffen

## Publikationen
- Herstellung und Untersuchung von BaTiO3-Einkristallen mit partieller Substitution des Titans durch Fremdionen und davon abgeleiteter Mischkristalle ferroelektrischer Niobate mit tetragonaler Wolframbronzenstruktur. Dissertation. Mathematisch-Naturwissenschaftlich-Technische Fakultät der Universität Jena, 1973.
- Untersuchungen zum Mechanismus der Photooxidation von Leukofarbstoffen zu Farbstoffen. Dissertation B (Habilitationsschrift). Universität Jena, 1985.